# Сен (валюта)
Сен — допоміжна одиниця японської валюти, що перебувала в обігу з середньовіччя до середини 20 століття. Становить 1/100 єни. Складається з 10 рінів. Вилучена з обігу у 1953 році. Використовується переважно під час підрахунків на біржах для позначення сум менших за 1 єну.

## Монети

### Срібні
| Срібні сени | Срібні сени | Срібні сени    | Срібні сени    | Срібні сени    | Срібні сени | Срібні сени                                                   | Срібні сени                                                           | Срібні сени | Срібні сени |
| Фото        | Номінал     | Характеристики | Характеристики | Характеристики | Опис        | Опис                                                          | Опис                                                                  | Виготовлено | Виготовлено |
| Фото        | Номінал     | Діаметр        | Маса           | Склад          | Гурт        | Аверс                                                         | Реверс                                                                | Рік         | Кількість   |
| ----------- | ----------- | -------------- | -------------- | -------------- | ----------- | ------------------------------------------------------------- | --------------------------------------------------------------------- | ----------- | ----------- |
|             | 5 сен       | 15,151         | 1,25           | 80% Ag 20% Cu  | рубчатий    | номінал, дракон, назва країни, рік виготовлення               | емблема Імператора, сонце, павловнія                                  | 1870        | 1 502 156   |
|             | 5 сен       | 15,151         | 1,25           | 80% Ag 20% Cu  | рубчатий    | номінал, назва країни, рік виготовлення                       | емблема Імператора, сонце, павловнія                                  | 1871        | 1 666 434   |
|             | 5 сен       | 15,151         | 1,34           | 80% Ag 20% Cu  | рубчатий    | номінал (англійською), назва країни, рік виготовлення         | емблема Імператора, номінал, павловнія                                | 1873 — 1880 | 47 390 788  |
|             | 10 сен      | 17,575         | 2,5            | 80% Ag 20% Cu  | рубчатий    | номінал, дракон, назва країни, рік виготовлення               | емблема Імператора, сонце, павловнія                                  | 1870        | 6 105 535   |
|             | 10 сен      | 17,575         | 2,69           | 80% Ag 20% Cu  | рубчатий    | номінал (англійською), дракон, назва країни, рік виготовлення | емблема Імператора, номінал, павловнія                                | 1873 — 1906 | 249 247 765 |
|             | 10 сен      | 17,575         | 2,25           | 72% Ag 28% Cu  | рубчатий    | емблема Імператора, номінал, павловнія                        | номінал (англійською), сонце, назва країни, рік виготовлення, номінал | 1907 — 1917 | 208 811 791 |
|             | 20 сен      | 23,333         | 5,0            | 80% Ag 20% Cu  | рубчатий    | номінал, дракон, назва країни, рік виготовлення               | емблема Імператора, сонце, павловнія                                  | 1870 — 1871 | 4 314 946   |
|             | 20 сен      | 22,424         | 5,39           | 80% Ag 20% Cu  | рубчатий    | номінал (англійською), дракон, назва країни, рік виготовлення | емблема Імператора, номінал, павловнія                                | 1873 — 1905 | 116 899 524 |
|             | 20 сен      | 20,303         | 4,05           | 80% Ag 20% Cu  | рубчатий    | емблема Імператора, номінал, павловнія                        | номінал (англійською), сонце, назва країни, рік виготовлення, номінал | 1906 — 1911 | 70 542 350  |
|             | 50 сен      | 31,515         | 12,5           | 80% Ag 20% Cu  | рубчатий    | номінал, дракон, назва країни, рік виготовлення               | емблема Імператора, сонце, павловнія                                  | 1870        | 4 456 806   |
|             | 50 сен      | 30,909         | 12,5           | 80% Ag 20% Cu  | рубчатий    | номінал, дракон, назва країни, рік виготовлення               | емблема Імператора, сонце, павловнія                                  | 1871        | 4 456 806   |
|             | 50 сен      | 30,909         | 13,47          | 80% Ag 20% Cu  | рубчатий    | номінал, дракон, назва країни, рік виготовлення               | емблема Імператора, сонце, павловнія                                  | 1873 — 1905 | 65 283 738  |
|             | 50 сен      | 23,5           | 4,95           | 72% Ag 28% Cu  | рубчатий    | емблема Імператора, номінал, фенікси, павловнія               | сонце, сакура, назва країни, рік виготовлення                         | 1922 — 1938 | 671 723 950 |